# Minot (Costa d'Or)
Minot és un municipi francès, situat al departament de la Costa d'Or i a la regió de Borgonya - Franc Comtat. L'any 2007 tenia 241 habitants.

## Demografia

### Població
El 2007 la població de fet de Minot era de 241 persones. Hi havia 100 famílies, de les quals 24 eren unipersonals (12 homes vivint sols i 12 dones vivint soles), 36 parelles sense fills, 28 parelles amb fills i 12 famílies monoparentals amb fills.
La població ha evolucionat segons el següent gràfic:
Habitants censats

### Habitatges
El 2007 hi havia 129 habitatges, 100 eren l'habitatge principal de la família, 22 eren segones residències i 7 estaven desocupats. 128 eren cases i 1 era un apartament. Dels 100 habitatges principals, 86 estaven ocupats pels seus propietaris, 12 estaven llogats i ocupats pels llogaters i 2 estaven cedits a títol gratuït; 2 tenien dues cambres, 10 en tenien tres, 14 en tenien quatre i 74 en tenien cinc o més. 83 habitatges disposaven pel capbaix d'una plaça de pàrquing. A 51 habitatges hi havia un automòbil i a 36 n'hi havia dos o més.

### Piràmide de població
La piràmide de població per edats i sexe el 2009 era:
| Homes | Edats   | Dones |
| ----- | ------- | ----- |
| 0     | 95 o +  | 0     |
| 0     | 90 a 94 | 0     |
| 0     | 85 a 89 | 8     |
| 0     | 80 a 84 | 0     |
| 4     | 75 a 79 | 8     |
| 4     | 70 a 74 | 8     |
| 8     | 65 a 69 | 8     |
| 12    | 60 a 64 | 8     |
| 16    | 55 a 59 | 16    |
| 4     | 50 a 54 | 8     |
| 4     | 45 a 49 | 0     |
| 4     | 40 a 44 | 12    |
| 8     | 35 a 39 | 4     |
| 12    | 30 a 34 | 12    |
| 12    | 25 a 29 | 8     |
| 4     | 20 a 24 | 4     |
| 8     | 15 a 19 | 8     |
| 0     | 10 a 14 | 8     |
| 12    | 5 a 9   | 0     |
| 4     | 0 a 4   | 8     |

## Economia
El 2007 la població en edat de treballar era de 146 persones, 114 eren actives i 32 eren inactives. De les 114 persones actives 108 estaven ocupades (63 homes i 45 dones) i 6 estaven aturades (3 homes i 3 dones). De les 32 persones inactives 14 estaven jubilades, 12 estaven estudiant i 6 estaven classificades com a «altres inactius».

### Ingressos
El 2009 a Minot hi havia 94 unitats fiscals que integraven 246 persones, la mediana anual d'ingressos fiscals per persona era de 18.137,5 €.

### Activitats econòmiques
Dels 16 establiments que hi havia el 2007, 2 eren d'empreses de fabricació d'altres productes industrials, 6 d'empreses de construcció, 1 d'una empresa de comerç i reparació d'automòbils, 1 d'una empresa de transport, 2 d'empreses d'hostatgeria i restauració, 1 d'una empresa de serveis i 3 d'entitats de l'administració pública.
Dels 7 establiments de servei als particulars que hi havia el 2009, 1 era una oficina de correu, 3 paletes, 2 fusteries i 1 lampisteria.
L'any 2000 a Minot hi havia 21 explotacions agrícoles que ocupaven un total de 2.340 hectàrees.

## Equipaments sanitaris i escolars
El 2009 hi havia una escola elemental.

## Poblacions més properes
El següent diagrama mostra les poblacions més properes.